# Robert Z. Leonard
Robert Z. Leonard (Chicago, Illinois, 1889. október 7. – Beverly Hills, Kalifornia, 1968. augusztus 27.) amerikai filmrendező, filmproducer,  és némafilm színész.
Leonard Chicagóban született. Első felesége a némafilmcsillag Mae Murray volt, akivel megalapította a Tiffany Pictures filmstúdiót. Nyolc filmben működtek közre producerként, melyeket a Metro-Goldwyn-Mayer hozott forgalomba.
Összesen 115 filmben szerepelt, ezek szinte mind néma rövidfilmek voltak. A '10-es években volt a legaktívabb. A későbbiekben a színészetet feladta a rendezés javára. Kétszer jelölték Oscar-díjra legjobb rendező kategóriában: Ex-feleség (The Divorcee, 1930) és A nagy Ziegfeld (1936). Mindkét filmet jelölték legjobb film kategóriában is, az utóbbinak nyerni is sikerült.
1968-ban hunyt el Beverly Hillsben, a Glendale-i Forest Lawn Memorial Parkban helyezték örök nyugalomra.
A filmiparon belül nyújtott teljesítményének köszönhetően csillagja megtalálható a Hollywood Walk of Fame-en.

## Jelölései
- Oscar-díj
  - 1937 jelölés: legjobb rendező - A nagy Ziegfeld
  - 1930 jelölés: legjobb rendező jelölés - Ex-feleség (The Divorcee)
- Velencei Nemzetközi Filmfesztivál
  - 1936 jelölés:  Mussolini Kupa - A nagy Ziegfeld

## Fontosabb filmjei

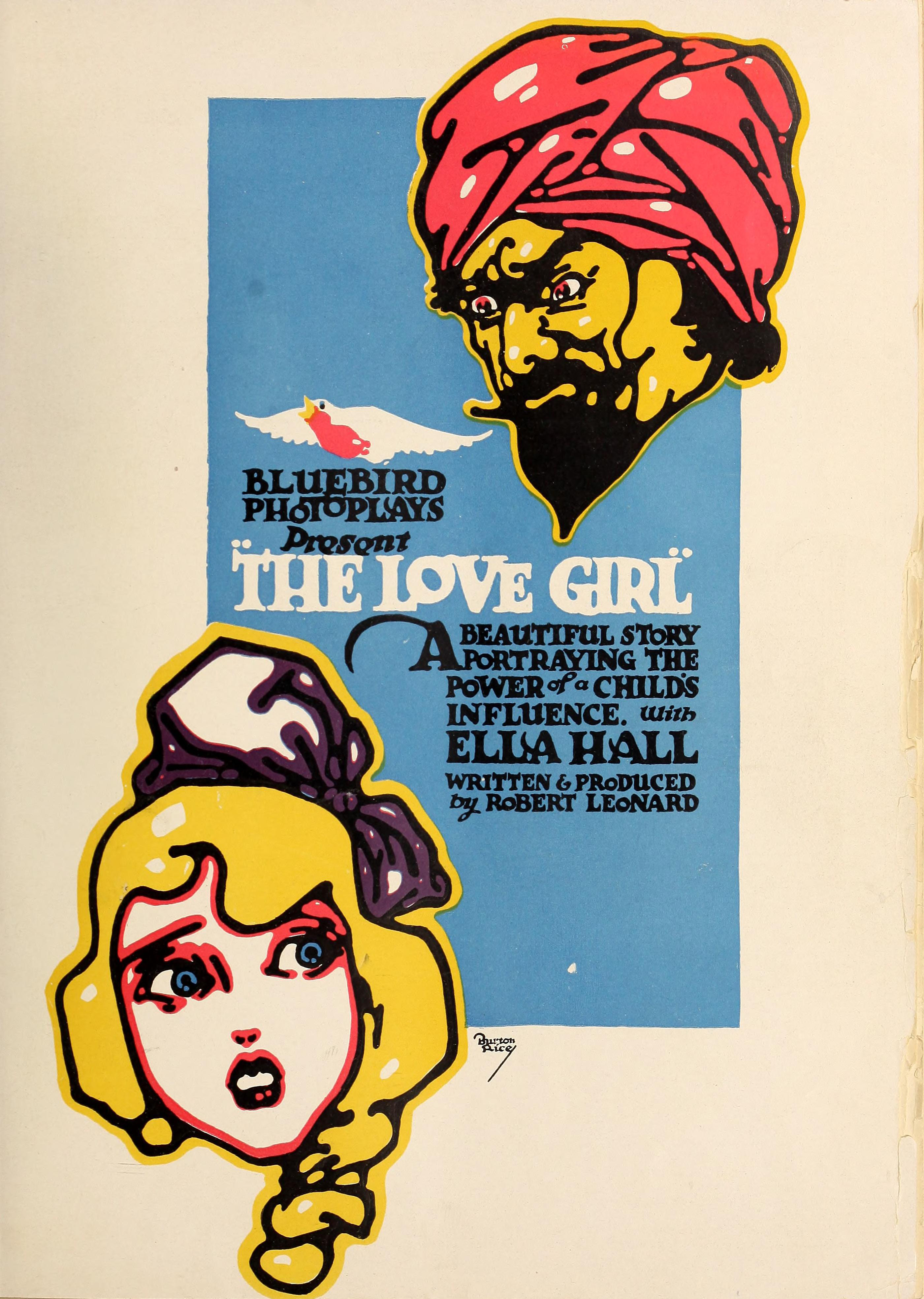
The Love Girl (1916)

- 1954 - Tucatnyi embere (Her 12 Men) rendező
- 1950 - Idahói hercegnő (Duchess of Idaho) rendező
- 1949 - A jó kis nyarak (In the Old Good Summertime) rendező
- 1948 - B. F. leánya (B. F.'s Daughter) rendező
- 1945 - Hétvége a Waldorfban (Week-End at the Waldorf) rendező
- 1941 - Ziegfeld Girl rendező
- 1940 - Büszkeség és balítélet (Pride and Prejudice) rendező
- 1940 - Újhold (New Moon) rendező, producer
- 1937 - Orgonavirágzás (Maytime) rendező, producer
- 1936 - A nagy Ziegfeld (The Great Ziegfeld) rendező
- 1933 - A táncoló hölgy (Dancing Lady) rendező
- 1930 - Ex-feleség (The Divorcee) rendező, producer

## Fordítás
Ez a szócikk részben vagy egészben  a   Robert_Z._Leonard című angol Wikipédia-szócikk fordításán alapul.  Az eredeti cikk szerkesztőit annak laptörténete sorolja fel. Ez a jelzés csupán a megfogalmazás eredetét és a szerzői jogokat jelzi, nem szolgál a cikkben szereplő információk forrásmegjelöléseként.

## További információ
- Robert Z. Leonard a PORT.hu-n (magyarul)
- Robert Z. Leonard az Internet Movie Database-ben (angolul)
- Robert Z. Leonard a Rotten Tomatoeson (angolul)